# Hasta Mañana
Hasta Mañana är en poplåt med den svenska musikgruppen Abba, skriven av Björn Ulvaeus, Benny Andersson och Stig Anderson. Inspelningen påbörjades 18 december 1973 och en tidig demoinspelning hade arbetsnamnet Who's Gonna Love You.  Hasta Mañana togs med på Abba:s musikalbum Waterloo 1974. 
Agnetha Fältskog, som sjunger solostämman, kom själv med idén om att sjunga sången likt Connie Francis.

## Eventuell medverkan i Melodifestivalen
Inför gruppens deltagande i Melodifestivalen 1974 valde gruppen mellan de två nyinspelade låtarna Hasta Mañana och Waterloo, där man menade att den förstnämnda hade ett mer typiskt Eurovision-sound, då de senaste årens vinnare i Eurovision Song Contest hade varit dramatiska ballader (se Après toi och Tu te reconnaîtras). Dock valde man slutligen bort Hasta Mañana, då det framträdandet skulle fokusera på Agnetha Fältskog, som sjunger solostämman, istället för att presentera hela gruppen.  

## Listplaceringar
I vissa länder släpptes låten på singelskiva. I Australien togs Hasta Mañana med som B-sida på singelskivan So Long 1974. Efter att låten framfördes i TV-programmet The Best of Abba i mars 1976, klättrade singeln in på topp 20 i Australien och topp 10 i Nya Zeeland.
| Lista       | Position |
| ----------- | -------- |
| Australien  | 16       |
| Italien     | 30       |
| Nya Zeeland | 9        |
| Sydafrika   | 2        |
| Sverige     | 1        |

## Hasta Mañana med svensk text
Abba:s inspelning användes till en nyinspelning med sång av Lena Andersson. Den hade då en svensk text och testades på Svensktoppen 1974, där den låg i totalt 11 veckor (19 maj-28 juli, med förstaplats som bästa resultat). På Svensktoppen var även en inspelning med Schytts populär samma år. Den låg på listan i 4 veckor (1-22 september, topplacering: 5). Det svenska dansbandet Vikingarna låg på Svensktoppen med melodin 1989.

## Övrigt
Abba spelade in Hasta Mañana med spansk text 1980, till albumet Gracias Por La Música.